# Sindaco
Il sindaco è la persona che dirige l'amministrazione comunale. Rappresenta l'organo monocratico posto al vertice dell'ente territoriale locale di base che nei vari paesi assume denominazioni diverse: comune, municipalità, municipio, città ecc. Negli ordinamenti in cui le città più grandi sono ulteriormente suddivise in enti (variamente denominati: ad esempio borough in certe città anglosassoni, arrondissement nei paesi francofoni, Stadtbezirk in quelli di lingua tedesca, Sołectwa (rurali) o Dzielnice (cittadine) in Polonia) questi possono avere un proprio sindaco.

## Evoluzione del significato del termine
Il sindaco (dal tardo latino syndĭcus, a sua volta derivato dal greco σύνδικος, 'patrocinatore', composto da σύν, 'con, insieme', e δίκη, 'giustizia') era nell'antichità greca e romana il rappresentante processuale di una comunità. Con tale termine erano chiamati nell'antica Grecia degli speciali giudici incaricati di rivedere i conti in seguito all'espulsione dei Trenta tiranni da Atene (nel 404 a.C.).
Il titolo fu poi usato a partire dal Medioevo per designare funzionari con varie attribuzioni, solitamente comportanti la rappresentanza di una città, un comune o una comunità per tutelarne gli interessi oppure il controllo sull'operato di determinati funzionari; tra gli altri, si possono ricordare i rappresentanti del comune nelle controversie giuridiche, i membri del collegio che verificava la gestione dei consoli o del podestà alla fine del loro mandato e i capi di comunità rurali o corporazioni di arti e mestieri.

## Caratteristiche

### Nomina e mandato
Il sindaco è di solito elettivo: secondo la forma di governo adottata, può essere eletto direttamente dal corpo elettorale locale oppure dall'organo collegiale rappresentativo dell'ente, a sua volta eletto dal corpo elettorale (per lo più denominato consiglio comunale o municipale). La prima soluzione è adottata, per esempio, in Italia, vari paesi dell'America latina, Germania (escluse le città-stato), Grecia, Nuova Zelanda, Brasile e Giappone, nonché in parte delle amministrazioni municipali statunitensi e australiane; la seconda in Francia, Spagna e nella maggior parte delle amministrazioni municipali britanniche (ma il Sindaco di Londra e quelli di altre 23 tra città e conglomerati urbani sono eletti direttamente dal corpo elettorale).
In taluni ordinamenti il sindaco è di nomina governativa: questo accade soprattutto nei sistemi non democratici (si pensi alla figura del podestà in Italia durante il regime fascista) ma anche in alcune democrazie (ad esempio nei Paesi Bassi, dove peraltro sono state avanzate proposte per rendere elettiva la carica, e in Belgio).
La durata del mandato varia per lo più dai quattro ai sei anni, ma in Gran Bretagna è di un solo anno (eccettuati i casi di elezione popolare diretta); in alcuni paesi, ad esempio in Belgio, è a tempo indeterminato. In ogni caso, laddove è adottata una forma di governo di tipo parlamentare, il sindaco deve lasciare la propria carica nel caso perda la fiducia dell'organo collegiale rappresentativo (ad esempio con l'approvazione di una mozione di sfiducia). In Giappone può essere revocato prima della scadenza del mandato con voto popolare.

### Poteri e funzioni
Le attribuzioni del sindaco variano notevolmente da un ordinamento all'altro: può essere posto al vertice dell'amministrazione dell'ente, con un ruolo paragonabile a quello del capo del governo a livello nazionale, oppure avere funzioni eminentemente cerimoniali e protocollari (come avviene nelle città statunitensi, che hanno un city manager).
In certi ordinamenti il sindaco presiede il consiglio comunale o l'organo corrispondente, in altri ne è membro ma non lo presiede, in altri ancora non ne fa parte. Presiede, inoltre, l'organo collegiale esecutivo dove esiste (ad esempio: la giunta comunale in Italia, il collegio del borgomastro e degli scabini in Belgio e Lussemburgo, il municipio nel Canton Ticino, la câmara municipal in Portogallo) e può anche avere il potere di nominarne i membri (come in Italia; altrimenti sono eletti dal consiglio comunale od organo corrispondente, come in Belgio e Lussemburgo, oppure direttamente dal popolo, come in Portogallo e nel Canton Ticino).
In Francia e in altri ordinamenti che ne hanno recepito il modello, tra cui l'Italia, il sindaco unisce al ruolo di organo dell'ente locale quello di rappresentante del governo e, quindi, organo locale dello Stato.

## Denominazioni nei vari ordinamenti

### Paesi dell'Asia orientale
Nella Repubblica Popolare Cinese il titolo shìzhǎng (市长 o, in caratteri tradizionali, 市長) è utilizzato per il capo dell'amministrazione locale a tutti i livelli di divisione territoriale (municipale, provinciale ecc.); il titolare della carica è anche vicesegretario del comitato locale del Partito Comunista Cinese, subordinato al relativo segretario.
In Giappone il titolo del capo dell'amministrazione municipale varia secondo le dimensioni della stessa: si usa il titolo shichō (市長) per le città, chōchō (町長) per le cittadine, sonchō (村長) per i villaggi e kuchō (区長) per le 23 speciali circoscrizioni in cui si divide la città di Tokyo che, nel suo insieme, è una prefettura e, quindi, ha a capo un chiji (知事), titolo usualmente tradotto con governatore.

### Paesi di lingua francese
Il termine sindaco viene utilizzato per tradurre in italiano il titolo di maire, utilizzato in Francia per indicare l'organo di vertice dell'amministrazione municipale. Lo stesso titolo è in uso anche nelle province e territori francofoni o bilingui del Canada, in alcuni cantoni della Romandia (Canton Ginevra e Canton Jura) e in vari ex possedimenti francesi.
In alcune regioni francofone o bilingui si usa, invece, il titolo di syndic (Canton Friburgo, Canton Vaud e Regione autonoma Valle d'Aosta) o di président de commune (Canton Vallese e Canton Neuchâtel).
Nel Belgio francofono e in Lussemburgo si usa il titolo bourgmestre (vedi oltre). Lo stesso titolo si usa anche nella Repubblica democratica del Congo per l'organo a capo del commune, circoscrizione in cui si dividono le maggiori città, che hanno il rango di ville e sono rette da un maire. Storicamente, nelle città del Principato vescovile di Liegi, i sindaci usavano il titolo di maîtres à temps ed erano eletti sempre in coppia.
Il termine maire fu utilizzato anche per designare la carica di sindaco in quei Comuni italiani che, tra il 1801 e il 1810, erano soggetti al controllo diretto o indiretto (Principato di Lucca e Piombino, Regno d'Etruria) della Francia napoleonica.

### Paesi di lingua inglese
Il termine sindaco viene utilizzato per tradurre in italiano il titolo di mayor, utilizzato nei paesi di lingua inglese per indicare l'organo di vertice dell'amministrazione municipale, e il corrispondente titolo di provost, usato in Scozia.
In alcune città dell'Inghilterra (come la Città di Londra, Liverpool e Manchester), del Galles e dell'Irlanda del Nord, nonché di ex possedimenti britannici (come Irlanda, Australia e Canada, non gli Stati Uniti), si usa il titolo onorifico di Lord Mayor; in Scozia il titolo corrispondente è lord provost (usato, ad esempio, nelle città di Edimburgo e Glasgow). A volte (come in Australia) il titolo è attribuito all'organo elettivo posto effettivamente a capo dell'amministrazione municipale; di solito, però, è conferito, a titolo puramente onorifico, ad una figura priva di effettivi poteri, che affianca il mayor (o provost) elettivo.

### Paesi di lingua italiana
Il titolo di sindaco viene usato sia in Italia sia nel Canton Ticino, sia nell’Istria croata e slovena, mentre a San Marino si usa il titolo di Capitano di Castello e nei comuni di lingua italiana del Canton Grigioni quello di «podestà».
Quest'ultimo titolo è stato usato dal XVI al XIX secolo anche in varie parti d'Italia e, poiché era in uso nel Regno Lombardo-Veneto, è rimasto fino agli inizi del XX secolo nei comuni di lingua italiana soggetti all'Impero Austro-Ungarico (come Trento); è stato ripreso in epoca fascista, in quanto, dal 1926 al 1945, il regime guidato da Benito Mussolini trasferì tutti i ruoli propri di sindaci, giunte comunali e consigli comunali eletti dai cittadini a soggetti singoli di nomina governativa.

### Paesi di lingua portoghese
Il termine sindaco viene utilizzato per tradurre in italiano il titolo di presidente da câmara municipal (letteralmente: 'presidente della camera municipale') usato in Portogallo e in altri paesi di lingua portoghese (Capo Verde, São Tomé e Príncipe, Guinea Bissau e Timor Est) per indicare l'organo di vertice dell'amministrazione municipale. In passato questo titolo era usato anche in Brasile, mentre ora si usa il titolo di prefeito (prefetto).

### Paesi di lingua spagnola
Il termine sindaco viene utilizzato per tradurre in italiano il titolo di alcalde, utilizzato nei paesi di lingua spagnola per indicare l'organo di vertice dell'amministrazione municipale. In Messico, però, si usa il titolo di presidente municipal, mentre in Argentina, Paraguay e Uruguay quello di intendente municipal.
Alcalde deriva dall'arabo al-qāḍī (قاضي), il giudice islamico chiamato ad applicare la Sharia, ed è un retaggio della dominazione araba nella Penisola Iberica. Anche l'alcalde spagnolo aveva, un tempo, funzioni giurisdizionali accanto a quelle amministrative.

### Paesi di area germanica
Con il termine borgomastro si traducono solitamente sia il titolo Bürgermeister (letteralmente 'capo dei cittadini') usato nei paesi di lingua tedesca o bilingui (Austria, Germania, Liechtenstein e provincia autonoma di Bolzano), sia i titoli da esso derivati ed usati in altri paesi, attribuiti all'organo di vertice dell'amministrazione municipale.
In Germania le maggiori città hanno un Oberbürgermeister (letteralmente 'borgomastro superiore'), affiancato da altri borgomastri cui è assegnata la competenza per determinate materie (con un ruolo simile, quindi, agli assessori italiani). Poiché queste città hanno, di solito, anche le attribuzioni dell'ente territoriale di livello superiore (il Kreis, traducibile con circondario), spettano all'Oberbürgermeister anche le funzioni altrimenti attribuite al capo di questo ente (il Landrat). Nelle tre città-stato, il titolo di Bürgermeister è attribuito ad alcuni membri dell'organo esecutivo (il Senat), uno dei quali - che porta il titolo di Regierender Bürgermeister (letteralmente: 'Borgomastro reggente') a Berlino, Erster Bürgermeister (Primo borgomastro) ad Amburgo e Präsident des Senats und Bürgermeister (Presidente del Senato e Borgomastro) a Brema - presiede tale organo e svolge le funzioni di primo ministro; l'altro (ad Amburgo e Brema) o gli altri due (a Berlino) svolgono funzioni di vice primo ministro.
Nella Svizzera tedesca il titolo di Bürgermeister è stato abbandonato nella metà del XIX secolo; oggi si usa generalmente il titolo di Stadtpräsident (presidente della città) o di Gemeindepräsident (presidente del comune).
Nei Paesi Bassi e nel Belgio neerlandofono viene usato il titolo di burgemeester, mentre, come già accennato, nel Belgio francofono e, per eredità coloniale, nella Repubblica democratica del Congo si usa il titolo bourgmestre. Quest'ultimo titolo è usato anche in Lussemburgo, unitamente a Bürgermeister in tedesco e buergermeeschter in lussemburghese, con il francese lingue ufficiali del paese.
In Polonia, la forma tedesca Bürgermeister in uso durante l'Impero Austro-Ungarico ha dato l'odierno burmistrz; tuttavia nelle città con più di 100 000 abitanti e, per tradizione, in alcune altre si usa il titolo di prezydent, mentre nei comuni rurali si usa il titolo di wójt (pronuncia polacca [ˈvuit]).

### Paesi scandinavi
Titoli derivati dal tedesco Bürgermeister sono o sono stati usati anche nei paesi scandinavi per l'organo di vertice dell'amministrazione municipale.
In Danimarca si usa il titolo borgmester, salvo che nella città di Copenaghen dove, similmente a quanto avviene nella maggiori città tedesche, un overborgmester è affiancato da altri borgomastri.
In Norvegia il titolo borgermester, attribuito al funzionario non politico che dirige il comune, è stato abolito nel 1937 e sostituito da rådmann. Al più alto funzionario elettivo è, invece, attribuito il titolo di ordfører (traducibile con 'presidente').
In Svezia si è usato in passato il titolo di borgmästare; dopo la riforma del 1971, al presidente e, di solito, ad altri membri dell'organo esecutivo municipale è attribuito il titolo di kommunalråd o, a Stoccolma, borgarråd.
In Finlandia il capo dell'amministrazione comunale è definito kaupunginjohtaja (direttore della città) o kunnanjohtaja (direttore del comune), secondo le dimensioni dell'ente; ad Helsinki, per ragioni storiche, ha il titolo ylipormestari (letteralmente: 'borgomastro capo'). Peraltro, si tratta di figure con caratteristiche più simili al city manager statunitense che al sindaco italiano. A seguito di una recente riforma legislativa, due città (Tampere e Pirkkala) hanno scelto di istituire la figura politica del borgomastro (pormestari, dal tedesco Bürgermeister, attraverso lo svedese borgmästare).